# Ленинахабль
Ленинаха́бль (адыг. Ленинэхьабл) — исчезнувший (упразднённый) аул в Теучежском районе Республики Адыгея. Ныне затоплен водами Краснодарского водохранилища.

## География
Аул располагался в северо-восточной части Теучежского района, на левом берегу реки Пшиш. Находился в 15 км к северо-востоку от районного центра — Понежукай и в 50 км к юго-востоку от города Краснодар.
Граничил с землями населённых пунктов: Городской на востоке, Джиджихабль на юге, Тауйхабль и Нечерезий на юго-западе и Новый Эдепускай на западе. На противоположном берегу реки Пшиш располагался хутор  Пантелеймоновский, который ныне также затоплен. 

## История
Аул был основан в 1927 году переселенцами из аула Джиджихабль. Своё новое место жительства переселенцы назвали именем основателя Советского государства В.И. Ленина, название аула в переводе с адыгейского означает — «селение им. Ленина».
С момента своего основания входила в состав Джиджихабльского сельсовета. 
В 1967 году было принято решение о строительстве Краснодарского водохранилища. Тогда же было начато постепенное выселение местного населения из аула, которое закончилось в 1973 году. 
В 1973 году аул был упразднён и затоплен. Большая часть жителей аула было переселено в новообразованный город Адыгейск. 
Ныне у впадения реки Пшиш в Краснодарское водохранилище (западнее посёлка Городской), расположено урочище Ленинахабль, являющаяся восточной окраиной бывшего аула, которая осталась не затопленной. 

## Топографические карты
- Лист карты E-3-7-Б.